# ヤナ・シチェルバン
ヤーナ・シェールバニ（Щербань, Яна Валерьевна、女性、1989年9月6日 - ）は、ロシアのバレーボール選手。ポジションはアウトサイドヒッター。ロシア代表。

## 来歴
- クラブチーム

ビシュケク出身。2005年、AES Balakovo（現：Proton-Saratov）に入団。2007/08シーズンはUniversitet Vizitでプレーした。2008/09シーズンは再びProton-Saratovへ移籍し、4年間プレーした。2012年10月にディナモ・クラスノダールへの移籍が発表され、2013/14シーズンのロシアスーパーリーグでは4位となった。2014年11月、ディナモ・モスクワと契約し、7年間プレーした。在籍した7年のうちロシアスーパーリーグでは2015/16～2018/19シーズンで4連覇、2020/21シーズンは準優勝を果たした。2017年の欧州チャンピオンズリーグでは4位、世界クラブ選手権で5位となった。2021//2シーズンはイタリアセリエA1のカザルマッジョーレへ移籍し、イタリアセリエA1リーグではベストレシーバー部門でトップの活躍をみせた。レギュラーラウンド終了後の2022年4月からロコモティブ・カリーニングラードへ期間限定でプレーした。2022/23シーズンはイタリアセリエA1のサヴィーノ・デルベーネ・スカンディッチへ加入し、セリエA1リーグで3位となった。2023年7月、Trentino Volleyへの移籍が発表された。
- 代表チーム

2009年、ロシア代表に初選出される。同年のユニバーシアード大会に出場した。2014年に再び代表選出され同年5月のモントルーバレーマスターズではベストレシーバー賞を受賞した。同年のワールドグランプリと世界選手権に出場した。2015年のワールドカップではレギュラーに抜擢され、4位となった。同年10月のヨーロッパ選手権で金メダルを獲得した。2016年8月のリオ五輪に出場した。2017年、グラチャン、欧州選手権に出場した。

## 球歴
- オリンピック - 2016年
- 世界選手権 - 2014年
- ワールドカップ - 2015年
- グラチャン - 2017年
- ワールドグランプリ - 2014年、2015年、2016年
- 欧州選手権 - 2015年、2017年

## 受賞歴
- 2014年 - モントルーバレーマスターズ　ベストレシーバー賞

## 所属クラブ
- Proton Balakovo（2005-2007年）
- Universitet Vizit（2007-2008年）
- Proton Balakovo（2008-2012年）
- ディナモ・クラスノダール（2012-2014年）
- ディナモ・モスクワ（2014-2021年）
- カザルマッジョーレ（2021-2022年）
- ロコモティブ・カリーニングラード（2022年）
- サヴィーノ・デルベーネ・スカンディッチ（2022-2023年）
- トレントィーノ・バレー（2023-）